# Lucas Rangel
Lucas Rangel est un joueur brésilien de volley-ball, né le 29 octobre 1990. Il mesure 2,08 m et joue au poste de central.

## Biographie
Il est sélectionné en équipe du Brésil en 2013.
Après plusieurs saisons au Brésil, il rejoint l'Espagne en 2014, chez le champion en titre le CV Teruel avec qui il participe à la ligue des champions. Il termine la saison en Grèce à Salonique.
Après un retour en Amérique-du-Sud, il revient pour la saison 2016-2017 en Grèce, au Panathinaikos.
La saison suivante il s'engage en Roumanie.
À l'automne 2018, il est recruté comme joker médical par le Mende VL pour compenser la blessure de son compatriote, et ami, Ninao.

## Palmarès
- Champion de Grèce : 2015
- Vainqueur de la Coupe de Grèce : 2015
- Vainqueur de la Coupe d'Espagne : 2015
- Champion du Brésil : 2012

À titre personnel :
- MVP du championnat brésilien : 2011 et 2012